# Panzerdivision Schlesien
La Panzerdivision Schlesien (« Silésie ») était une division blindée régulière de la Wehrmacht active durant la Seconde Guerre mondiale. Elle est créée le 20 février 1945, au camp militaire de Döberitz, en allemand le Truppenübungsplatz Döberitz, à partir de divers éléments du Groupe d'armées Centre (Hgr. Mitte), dont ceux de la 178e Reserve Panzer Division. En mars, la « panzerdivision » est renforcée par le 303e bataillon de panzer équipé de canons d'assaut, mais elle ne dépassera pas l'effectif d'un régiment.
Cette unité porte pendant quelques jours, au début de sa formation, le nom de Panzerdivision Döberitz. Du 28 février au 25 mars 1945, son commandant est l'Oberst (colonel) Ernst Wellmann. 
Elle se compose de :
- Pz.Abt. Schlesien
- Pz.Gren.Rgt. Schlesien
- Pz. Art.Rgt. Schlesien
- Pz.Aufkl.Kp.
- Pz.Nachr.Kp. Schlesien.

La Panzerdivision Schlesien est dissoute le 26 mars 1945 et ses éléments intégrée à la Panzerdivision Holstein et à la 18e Panzergrenadier Division.